# Grande Libano
Lo Stato del Grande Libano fu uno Stato, formalmente autonomo, che faceva parte della Siria mandataria (allora amministrata dalla Francia sotto un regime giuridico internazionale di mandato della Società delle Nazioni) dal 1920, e che prese il nome di Repubblica Libanese nel 1926. Le frontiere geografiche del «Grande Libano» corrispondono all'incirca a quelle dell'attuale Libano. Terminò formalmente il 22 novembre 1943 con l'indipendenza della Repubblica del Libano.

## Storia

### Il mandato francese

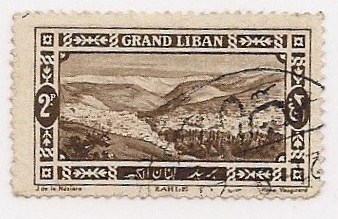
Francobollo del Grande Libano successivo al 1925

In seguito agli accordi della Conferenza di Sanremo tra i paesi vincitori della prima guerra mondiale, lo stato del Grande Libano fu proclamato il 1º settembre 1920 dal Generale Henri Joseph Eugène Gouraud, che rappresentava l'autorità francese in Siria, dai gradini della Résidence des Pins a Beirut. 
La formazione del Grande Libano consisteva nel tracciare, in questo territorio che era appartenuto da secoli all'Impero ottomano, sconfitto nella prima guerra mondiale, una frontiera che avrebbe separato uno stato siriano da uno stato libanese, che era la risultante della fusione dell'antico Mutasarrifato (circoscrizione autogestita all'interno dell'Impero ottomano) del Monte Libano, di Beirut, delle regioni di Tripoli, dell'Akkar, del Hermel e della Beqāʿ, unitamente a Rashaya, Hasbaya e il Libano del sud.

Questo tracciato era stato sognato dal patriarcato maronita, preoccupato della «vitalità» del futuro stato libanese, che non poteva essere garantita senza le risorse agricole dei territori così riuniti. Lo stato ba'thista siriano ha spesso considerato tali annessioni come vere e proprie amputazioni della Siria storica. Negli anni Venti, tuttavia, il Libano non conseguì ancora l'indipendenza, dal momento che nel luglio 1922 il mandato francese fu confermato dalla Società delle Nazioni.  

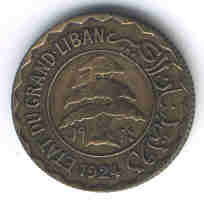
Moneta del Grande Libano

### La costituzione e l'elezione del presidente
Al nuovo stato venne concessa una bandiera, fusione della bandiera francese con il cedro del Libano.
La prima costituzione del paese fu promulgata il 23 maggio 1926 con la creazione di un sistema parlamentare bicamerale, unitamente alle cariche di presidente della repubblica (cristiano maronita), di capo del governo (druso) e di presidente del parlamento (musulmano sunnita). Primo presidente divenne il cristiano greco-ortodosso Charles Debbas.
Scoppiata la seconda guerra mondiale, fu posto sotto il controllo della Francia di Vichy, il cui alto commissario mandatario, generale Henri Dentz, spingeva per concedere l'indipendenza. Perciò il Regno Unito decise di intervenire.
Nel 1941, l'invasione della Siria e del Libano da parte degli Alleati comportò la rimozione delle autorità francesi di Vichy presenti dal luglio 1940. Occupato così dai britannici, passò sotto il controllo della Francia libera. Sotto la pressione dei britannici i rappresentanti della France libre dettero il loro consenso di principio per l'indipendenza sia della Siria che del Libano, ma tentarono di mantenere il loro controllo nell'area.

### L'indipendenza
Ad agosto 1943 il cristiano maronita Bishara al-Khuri giunse a un accordo con altri notabili, specialmente con il musulmano sunnita Riyad al-Sulh, per dividere il potere tra le comunità confessionali: il cosiddetto Patto nazionale del 1943. In base ad esso la presidenza della repubblica andava ai cristiani maroniti, la presidenza del consiglio dei ministri ai musulmani sunniti e la presidenza della camera dei deputati ai musulmani sciiti; il capo di stato maggiore della difesa a un maronita e il capo di stato maggiore dell'esercito a un druso. Il 21 settembre 1943 fu eletto presidente della repubblica Bishara al-Khuri, che si mostrò senza indugio un avversario risoluto del mandato francese.
Jean Helleu, nominato dalla Francia libera nuovo rappresentante nel levante, si oppose alla modifica della costituzione: la camera dei deputati di Beirut reagì abolendo il mandato francese a novembre. L'11 novembre Helleu fece arrestare il presidente Bishara al-Khuri, il capo del governo Riyad al-Sulh e altri leader indipendentisti, tra cui Camille Chamoun e Pierre Gemayel, facendo tornare Émile Eddé ancora una volta alla presidenza dello stato. Un governo «nazionale» libanese si costituì parimenti nel Monte Libano, sostenuto dal presidente siriano Shukri al-Kuwwatli e dal Regno Unito. Violente manifestazioni scoppiarono in tutto il paese. Georges Catroux fu inviato urgentemente a Beirut per ristabilire lo statu quo ante. 

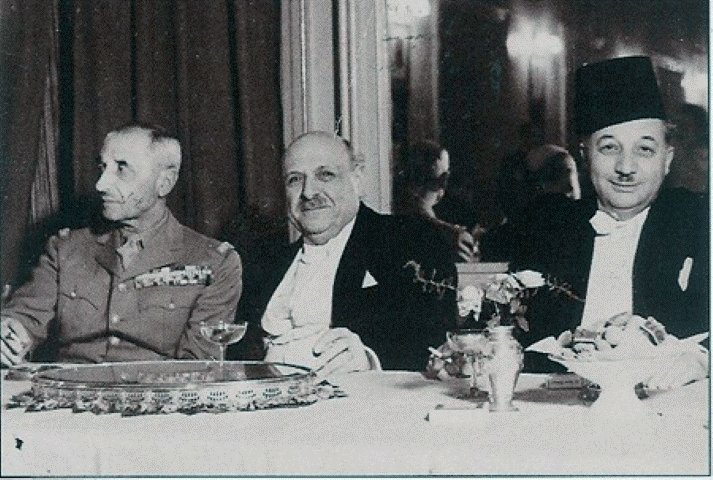
da destra: il primo ministro Riad as-Solh, il presidente Bishara El Khoury e l'alto commissario francese Georges Catroux alla fine del 1943

Il 22 novembre i francesi liberarono i dirigenti politici prigionieri e accettarono il principio dell'indipendenza. Nei mesi seguenti la Francia trasferì ogni competenza statale ai governi siriano e libanese. La proclamazione ufficiale dell'indipendenza politica del Libano ebbe luogo il 1º gennaio 1944. Tuttavia, fino alla fine del conflitto mondiale, la Francia conservò il controllo delle truppe speciali nel paese e ottenne che tra i due stati fosse stipulato un trattato.